# Эстенсен, Симен
Симен Эстенсен (норв. Simen Østensen; род. 4 августа 1984, Берум) — норвежский лыжник, победитель этапов Кубка мира. Универсал, одинаково успешно выступает как в спринтерских, так и в стайерских гонках.

## Карьера
В Кубке мира Эстенсен дебютировал 12 марта 2005 года, в феврале 2008 года одержал свою первую победу на этапе Кубка мира, в командном спринте. Всего на сегодняшний день имеет на своём счету 2 победы на этапах Кубка мира, обе в командных гонках. Лучшим достижением Эстенсена в общем итоговом зачёте Кубка мира является 11-е место в сезоне 2006/07. 
За свою карьеру принимал участие в одном чемпионате мира, на чемпионате мира 2007 года в Саппоро стартовал в скиатлоне 15+15 км, но сошёл с дистанции. 
Использует лыжи и ботинки производства фирмы Atomic.